# بطولة الأمم الرئيسية 1888
بطولة الأمم الرئيسية 1888 هو الموسم 6 من  بطولة الأمم الرئيسية. كان عدد الأندية المشاركة فيه  3، وفاز فيه منتخب اسكتلندا الوطني لاتحاد الرغبي، في المركز 3، ومنتخب ويلز الوطني لاتحاد الرغبي، في المركز 1، ومنتخب أيرلندا الوطني لاتحاد الرغبي، في المركز 1.